# Michael Steele (musiker)
Michael Steele, född Susan Nancy Thomas den 2 juni 1955 i Pasadena, Kalifornien, är en amerikansk basist, gitarrist, låtskrivare och sångare. Hon var en långvarig medlem av The Bangles och spelade även 1975 med The Runaways. Hon har under karriären även varit känd som Micki Steele.
Under sin tid i The Bangles (1983–1989, 1999–2004) uppmärksammades Steele främst som basist och sitt, för gruppen, annorlunda låtskrivande. Detta inkluderar balladerna "Following" och "Song for a Good Son". Basisten Steele ersattes aldrig av andra studiomusiker under skivinspelningarna, något som hände de övriga medlemmarna i gruppen.

## Biografi

### Tidig musikkarriär
Steele började 1975 sin yrkeskarriär som musiker under namnet Micki Steele. Det skedde i The Runaways, ett av de första rockbanden med uteslutande kvinnliga medlemmar. Steele lämnade dock bandet redan samma år, några månader innan The Runaways skulle komma att spela in sitt första album. Steele medverkade dock bland annat på en demoinspelning under augusti, som senare kommit ut som bootleg under namnet Born to Be Bad. Där spelade Steele bas och var förstevokalist på de flesta av sångerna. Dessutom bidrog hon med låtskrivande.
Flera orsaker har angetts för Steeles avhopp från bandet. Enligt henne själv ska hon helt enkelt ha sparkats från The Runaways av gruppens manager Kim Fowley, eftersom hon nobbade hans sexuella inviter och dessutom kallade gruppens debutsingel för idiotisk.
De kommande åren spelade Steele i många Los Angeles-band, inklusive powerpop-gruppen Elton Duck (1979–1980), en tidig upplaga av Slow Children (1979), improvisationsbandet Nadia Kapiche (1981) och en kort period som basist i avantgarderockgruppen Snakefinger. Under den här perioden fokuserade hon på sin teknik och spelade ofta live. Hon uppmärksammades för sin melodiska stil och rika sound, påverkat av basister som Paul McCartney, John Entwistle, Colin Moulding och Carol Kaye.

### The Bangles 1980-tal
Sommaren 1983 kom Michael Steele att bli ersättare för den avhoppade Annette Zilinskas i The Bangles, som då var en ny och tämligen okänd grupp. Till att börja med var Steele endast bandets basist, med endast enstaka inhopp som sångerska.
På andra albumet, Different Light, bidrog Steele dock med solosång på två låtar – en cover av Big Stars "September Gurls" samt den egenkomponerade "Following", en "naken" och introspektiv ballad långt från bandets övriga popmaterial. Branschtidningen Rolling Stone rosade "Following" som albumets mest hörvärda bidrag och som en sång som pekade ut en ny väg för bandet, åt jazz- och folkrock-hållet.
Different Light producerades av David Kahne, som under skivinspelningen från och till plockade in ersättare till de ordinarie bandmedlemmarna. Detta skapade en spänd atmosfär, som tagits upp i senare intervjuer med bandet. Steele var den enda av de ordinarie medlemmarna som aldrig blev ersatt under skivinspelningen, något hon senare skämtat om som att Kahne "fick slut på pengar".
Nästa album var Everything. Trots fortsatta stora framgångar kom den att bli gruppens sista album före 1989 års splittring. Till albumet bidrog Steele med tre kompositioner – "Complicated Girl", "Something to Believe In" och "Glitter Years". Hon skrev ytterligare två sånger som inte kom med på albumet – "Between the Two" (kom på 2003 års Doll Revolution) och "Happy Man Monday" (spelad under sommarturnén 2007, än i dag outgiven). Dessutom bidrog hon med visst gitarrspel på skivan. Ingen av låtarna kom ut som singel, men flera kritiker ansåg att Steeles sånger tillhörde skivans bästa. Chicago Sun-Times recensent menade att de kombinerade sofistikering och tillgänglighet.
Populariteten och pressrosorna till trots var denna tid långtifrån problemfri. I senare intervjuer har Steele tagit upp sina minnen av det sena 1980-talet som fyllt av spänningar och deprimerande känslor. Till viss del var det berömmelsens baksida och allt fler konflikter beroende på det faktum att Susanna Hoffs marknadsfördes som bandets inofficiella ledare. För att friare kunna börja marknadsföra Hoffs som en soloartist, utlovades dessutom ett skivkontrakt till Steele efter The Bangles förväntade splittring. Detta löfte om ett eget skivkontrakt (ett löfte som aldrig infriades) motiverade Steele till att stödja upplösningen av bandet i september 1989.

### 1990-talet
Efter upplösningen av The Bangles siktade Steele till en början på att skriva och spela in material för ett soloalbum. Hur långt dessa förberedelser kom är osäkert, eftersom det utlovade skivkontraktet aldrig infann sig. Trots denna motgång fortsatte Steele att vara aktiv inom musikbranschen under stora delar av decenniet. Hon spelade gitarr och sångare på den kortlivade gruppen Crash Wisdom (vars outgivna låtar på senare år börjat dyka upp på videosajter som Youtube) och basist i Michelle Muldrows San Francisco-baserade grupp Eyesore.

#### Återföreningen
1998 började de gamla The Bangles-medlemmarna samarbeta igen, och en officiell återförening skedde året efter. Steele var den siste som gick med på en återförening, under premisserna att de skulle fokusera på att ge ut nytt material och inte bara vila på gamla lagrar. Bandet började inspelningen av det album som 2003 gavs ut under namnet Doll Revolution. Liksom på Everything fanns här tre Steele-kompositioner – "Nickel Romeo", "Between the Two" och den helt nya  "Song For a Good Son". Låtarna fick blandad kritik, men recensenterna var eniga om att Steeles låtar inte liknade något annat på albumet.

### Avhopp och övrigt
The Bangles gjorde visst kortare turnerande under 2003. Däremot gjorde olika familjeangelägenheter att bandet inte kunde turnera och marknadsföra det nya albumet så som Steele hade önskat, och bland annat därför lämnade hon därefter The Bangles mitt under en turné. Även om Steeles sista konsert med bandet var tidigt 2004, meddelades inte hennes avhopp från The Bangles förrän maj 2005.
Under den här perioden medverkade Steele även som gästbasist på två album av Lisa Dewey – Weather Changer Girl (2000) och Busk (2004).

## Diskografi

### Album
| År   | Grupp        | Titel              |
| ---- | ------------ | ------------------ |
| 1976 | The Runaways | Born to Be Bad     |
| 1984 | The Bangles  | All Over the Place |
| 1986 | The Bangles  | Different Light    |
| 1988 | The Bangles  | Everything         |
| 1990 | The Bangles  | Greatest Hits      |
| 2003 | The Bangles  | Doll Revolution    |